# 汐見洋子
汐見 洋子（しおみ ようこ、現姓:蓮沼、旧姓:祐野、19??年10月30日 - 没年不明）は、元宝塚少女歌劇団男役（元花組主演男役クラス。元花組・星組組長）の人物。兵庫県芦屋市出身。愛称はすけさん、スケはん（それぞれ旧姓の祐野(すけの)から。）。

## 来歴・人物
1926年、16期生として宝塚音楽歌劇学校（現在の宝塚音楽学校）に入学し、宝塚少女歌劇団（現在の宝塚歌劇団）に入団。当時は入学=入団で学校と劇団は一体であった。
1927年から1936年までは雪組に所属した。
1937年 - 1939年、星組組長。 
1940年 - 1941年、花組副組長。 
1941年 - 1943年、花組組長。
1943年、宝塚歌劇団を退団。

## 宝塚歌劇団時代の主な舞台
- 『楠木正成』（雪組）（1931年5月1日 - 5月31日、宝塚大劇場）
- 『壺の小町』（雪組）（1931年8月1日 - 8月31日、宝塚大劇場）
- 『第七天國』『雪月花』（雪組）（1932年1月1日 - 1月31日、宝塚大劇場）
- 『木村重成の妻』（雪組）（1932年4月1日 - 4月30日、宝塚大劇場）
- 『牡丹書譜』『蚊供養』（雪組）（1932年7月1日 - 7月31日、宝塚大劇場）
- 『渡海船』『身替座禅』『娘八景』（雪組）（1932年10月1日 - 10月31日、宝塚大劇場）
- 『大名は嫌ひだ』『再生の感激』（雪組）（1932年12月1日 - 12月28日、中劇場）
- 『水かけ聟』『輪捕り』『二人傀儡使』（雪組）（1933年3月1日 - 3月31日、宝塚大劇場）
- 『佛御前』『弓の勘太』（雪組）（1933年6月1日 - 6月30日、宝塚大劇場）
- 『仇討公暁』『シャッポー・イタリアン』（雪組）（1933年12月1日 - 12月28日、中劇場）
- 『カロリーナ』（雪組）（1934年2月1日 - 2月28日、宝塚大劇場）
- 『小鍛冶』『カルナヴァル』（雪組）（1934年6月1日 - 6月30日、宝塚大劇場）
- 『美はしの君』（雪組）（1934年8月1日 - 8月31日、宝塚大劇場）
- 『小谷落城』『山三歌舞伎始』『シェーネス・ベルリン』（雪組）（1934年9月6日 - 9月24日、中劇場）
- 『戀慕流し』『浮む瀬の盃』（雪組）（1935年1月1日 - 1月24日、宝塚大劇場）
- 『育王山献燈』（雪組）（1935年7月1日 - 7月31日、宝塚大劇場）
- 『土蜘』（雪組）（1935年11月1日 - 11月30日、宝塚大劇場）
- 『市の上人』『油賣り』（雪組）（1936年5月6日 - 5月26日、中劇場）
- 『をどり念佛』『永遠のワルツ』『蓮月尼』（星組）（1936年8月8日 - 8月25日、中劇場）
- 『紅日傘』『悟空と観音』（星組）（1936年11月1日 - 11月30日、宝塚大劇場）
- 『雲雀山』『櫻吹雪』（星組）（1937年1月1日 - 1月31日、宝塚大劇場）
- 『佐保姫』『ねゝ姫様』『アルルの女』（星組）（1937年2月7日 - 2月21日、中劇場）
- 『鬼子母』『南都拾遺』『マンハッタン・リズム』（星組）（1937年5月1日 - 5月31日、宝塚大劇場）
- 『桶の村』『歌へモンパルナス』（星組）（1937年9月1日 - 9月30日、宝塚大劇場）
- 『鐘を焼く男』『皇國のために』（星組）（1937年10月8日 - 10月24日、中劇場）
- 『満州より北支へ』（星組）（1938年1月1日 - 1月31日、宝塚大劇場）
- 『衣川合戦』『スヰート・メロディ』（星組）（1938年5月1日 - 5月31日、宝塚大劇場）
- 『成吉思汗』『石神明神』（星組）（1938年6月4日 - 6月19日、中劇場）
- 『淑香傳』（星組）（1938年9月1日 - 9月30日、宝塚大劇場）
- 『太平洋行進曲』『スペインの黒薔薇』（花組）（1939年4月26日 - 5月25日、宝塚大劇場）
- 『科学者ベル』『レッドホット・アンド・ブルウ』（花組）（1939年7月26日 - 8月25日、宝塚大劇場）
- 『八幡船物語』（花組）（1939年10月26日 - 11月24日、宝塚大劇場）
- 『明治元年』（花組）（1939年11月26日 - 12月28日、中劇場）
- 『広虫姫』（花組）（1940年5月26日 - 6月24日、宝塚大劇場）
- 『弓矢太郎』『日本名婦傳』（花組）（1941年1月26日 - 2月24日、宝塚大劇場）
- 『朝比奈鼠合戦』（花組）（1941年3月26日 - 4月24日、宝塚大劇場）
- 『森の人々』（花組）（1941年6月26日 - 7月24日、宝塚大劇場）
- 『軍艦旗』『名馬する墨』『北京』（花組）（1942年1月1日 - 1月25日、宝塚大劇場）
- 『忠霊』『海』（花組）（1942年6月26日 - 7月24日、宝塚大劇場）
- 『光を浴びて』『航空母艦』『悠久日本』（花組）（1943年1月1日 - 1月24日、宝塚大劇場）
- 『人魚』（花組）（1943年3月26日 - 4月25日、宝塚大劇場）